# Aasmund Olavsson Vinje
Aasmund Olavsson Vinje (Vinje, Telemark; 6 de abril de 1818-Gran, Oppland; 30 de julio de 1870) fue un escritor, poeta y periodista noruego, uno de los escritores pioneros en el uso del landsmål (conocido ahora como nynorsk), la forma del noruego desarrollada por Ivar Aasen. Cultivó varios poemas en ese dialecto.

## Biografía
Nació en una familia pobre pero culta. Tenía gran pasión por la cultura y pudo sostenerse económicamente desempeñándose como profesor. Tras asistir a la misma escuela que Henrik Ibsen, ingresó a la universidad a estudiar derecho, y se tituló de abogado.
Fundó el periódico Dølen en 1858, en el que publicó información sobre viajes y comentarios editoriales sobre arte, idioma y política. El periódico dejó de circular en 1870. Trabajó en pos de articular las diferencias entre la vida rural y urbana en Noruega, y se cuenta entre los más famosos exponentes del nacionalismo romántico de su país. Además, es conocido por su escepticismo crítico y por su tendencia a utilizar argumentos tanto en contra como a favor en un tema determinado para evitar caer en el sesgo de confirmación. Participaba activamente en política, al grado que perdió su trabajo de abogado por criticar la política exterior del gobierno.
Entre sus obras literarias, Ferdamini fraa sumaren 1860 (Memorias de viaje en el verano de 1860) se mantiene como una obra destacada dentro de la literatura noruega. En ella se describe un viaje de Cristianía a Trondheim que tenía el objetivo de cubrir priodísticamente la coronación del rey Carlos IV en la catedral de Nidaros. La descripción se centra en el contacto que entabló durante el viaje con la gente ordinaria más que con el encuentro con la realeza durante la coronación.
Escribió en inglés Visión de un noruego de la Gran Bretaña y los británicos (1863, A Norseman's View of Britain and the British). Algunos de sus poemas permanecen aún muy vivos en Noruega, especialmente Ved Rundarne (En Rondane), obra que fue musicalizada por Edvard Grieg.
Enfermo de cáncer de estómago, decidió pasar el resto de su vida en el campo. Murió en Gran el 30 de julio de 1870, cuando se hallaba de visita en casa de un amigo. Fue sepultado en el cementerio de las iglesias hermanas de Gran.